# Comté de Fayette (Indiana)
Pour les articles homonymes, voir Comté de Fayette.
Le comté de Fayette (anglais : Fayette County) est un comté de l'État de l'Indiana, aux États-Unis. Il comptait 25 558 habitants en 2000. Son siège est Connersville.